# Henschel DH 630
Die Type DH 630 von Henschel & Sohn war eine normalspurige Werksbahn- und Rangierlokomotive mit dieselhydraulischem Antrieb und Stangenantrieb mit der Achsfolge D. Sie wurde in den 1950er Jahren entwickelt und zählt zur zweiten Generation von Henschel-Lokomotiven nach dem Zweiten Weltkrieg.

## Geschichte
Merkmale der Lokomotiven waren die gegenüber der ersten Generation nach dem Krieg geänderte Ausführung mit weitgehend gerundeten Formen. Zudem waren die Vorbauten der Lokomotiven vorne abgeschrägt, um eine bessere Streckensicht vom Führerstand zu erreichen. Es wurden zwei Maschinen gefertigt und an die Koniglich Nederl. Hoogovens & Staalfabriek in IJmuiden verkauft.

## Technische Beschreibung
Es handelt sich um Vorbautenlokomotiven mit Mittelführerstand, die für häufige Rangiermanöver entwickelt wurden. Die Kraftübertragung erfolgte mit Stangenantrieb. Die Verschublokomotiven hatten eine hohe Gesamtmasse und einen niedrigen Geschwindigkeitsbereich. Die Vorbauten der Lokomotiven waren nahezu gleich lang.
Als Maschinenanlage wurde ein Sechszylinder-Viertakt-Dieselmotor von MAN verwendet, der eine Leistung von 630 PS an ein Strömungsgetriebe von Voith abgab. Die Lokomotiven erreichten eine Höchstgeschwindigkeit von 30 km/h. Das Laufwerk war zur besseren Kurvengängigkeit, wie bei den meisten Stangenlokomotiven, mit Beugniot-Hebel ausgestattet.

## Einsatz
Die Lokomotiven versahen bei den Stahlwerken in IJmuiden zehn Jahre ihren Dienst und wurden dann abgestellt. 1967 wurden sie nach Deutschland zurückgeholt.

## MKB V 14
Während eine Lokomotive direkt nach Italien verkauft wurde, kam die andere zu den Mindener Kreisbahnen, wo sie die Nummer V 14 erhielt. Während ihrer 13-jährigen Dienstzeit erhielt sie 1980 die Bezeichnung V3. In der Mitte der 1980er Jahre wurde sie ebenfalls nach Italien verkauft.